# فرمول‌بندی انتگرال مسیر
در مکانیک کوانتومی، فرمول انتگرال مسیر توصیفی از نظریه کوانتوم است که اصل عمل مکانیک کلاسیک را عمومیت می‌بخشد. در این توصیف، مفهوم کلاسیک از وجود یک مسیر منحصربه‌فرد برای یک سیستم دارای مجموع یا انتگرال تابعی، با توصیفی شامل وجود بی‌نهایت مسیر ممکن برای محاسبه دامنه کوانتومی جایگزین می‌گردد.
ایده اولیه انتگرال مسیر را می‌توان به نوربرت وینر نسبت داد که انتگرال وینر برای حل مشکلات انتشار و حرکت براونی مطرح شده‌است. این ایده توسط پاول دیراک برای استفاده از لاگرانژ در مکانیک کوانتومی در مقاله ۱۹۳۳ او توسعه داده شده‌است. روش کامل در سال ۱۹۴۸ توسط ریچارد فاینمن توسعه داده شد. انگیزه اصلی در این روش تمایل برای بدست آوردن فرمول‌بندی مکانیک کوانتومی برای تحلیل نظریه ویلر-فیمنمن با استفاده از نقطه آغاز لاگرانژی و نه هامیلتونی است.
این فرمول بسیار مهم متعاقباً بعد از پیشرفت فیزیک نظری ثابت شده‌است، زیرا آن بیانیه متقارن بین زمان و مکان است.
انتگرال مسیر به فرایندهای کوانتومی و تصادفی مربوط می‌شود.

## اصل کنش کوانتومی
هامیلتونی در مکانیک کوانتومی، معمولی مولد بسیار کوچک از زمان انتقال است. این به این معنی است که حالت در مدت زمان کمی بعد به وسیله عملگر هامیلتونی به حالت در زمان جاری مربوط می‌شود.
اما هامیلتونی در مکانیک کلاسیک از لاگرانژ، که یک کمیت بنیادی تر با توجه به نسبیت خاص است، نتیجه گرفته شده‌است. *
هامیلتونی یک تابع از مکان و تکانه در یک زمان است، و موقعیت و مقدار حرکت را در یک فاصله زمانی کوچک به شما می‌گوید. لاگرانژ یک تابع مکان در حال حاضر و در زمان کمی بعد است.(یا معادل آن برای جداسازی زمان بی نهایت کوچک، یک تابع مکان و سرعت است). رابطه بین این دو توسط تبدیل لژاندر مشخص می‌شود.
در مکانیک کوانتومی، تفسیر تبدیل لژاندر سخت است، زیرا حرکت روی یک مسیر مشخص نیست. در مکانیک کلاسیک با زمان گسسته،
{\displaystyle \epsilon H=p(q(t+\epsilon )-q(t))-\epsilon L\,}
و
{\displaystyle p={\partial L \over \partial {\dot {q}}}\,}
که در آن مشتق جزئی با توجه به جاگذاری q به (q(t + ε) ثابت شده‌است. تبدیل معکوس لژاندر است:
{\displaystyle \epsilon L=p\epsilon {\dot {q}}-\epsilon H\,}
{\displaystyle {\dot {q}}={\partial H \over \partial p}\,}
در مکانیک کوانتومی، حالت یک از حالت‌های مختلف با مقدارهای متفاوت از q یا مقدارهای مختلف از p و مقادیر مختلف از p و q می‌تواند به عنوان عملگرهای تفسیر شود. عملگر p روی حالت‌هایی که نسبت به q غیرقابل اندازه‌گیری اند، تأثیر می‌گذارد.
با در نظر گرفتن دو حالت زمان و عمل با عملگر متناظر با لاگرانژ:
{\displaystyle e^{i(p(q(t+\epsilon )-q(t))-\epsilon H(p,q))}\,}
می توان ان را به شرح زیر نیز معنی کرد، عامل اول:
{\displaystyle e^{-ipq(t)}\,}
بعدی
{\displaystyle e^{-i\epsilon H(p,q)}\,}
عامل قبلی به این شرح نیز می‌باشد:
{\displaystyle e^{ipq(t+\epsilon )}\,}
نین به این معناست که پایه در حالت بعدی به q باز خواهد گشت.
این از حرکت دورانی درست در زمان معمول زیاد متفاوت نیست، عامل H تمام اطلاعات دینامیکی را شامل می‌شود. بخش اول و بخش بعدی انجام تبدیل فوریه برای تبدیل پایه از p به q است.
یکی دیگر از راه‌هایی که گفته شد این است که هامیلتونی تابعی است از p و q، به توان رساندن این کمیت و تغییر پایه از p به q در هر مرحله اجاره می‌دهد تا عنصر ماتریس H به عنوان یک تابع ساده در امتدهد هر مسیر بیان شود. این تابع آنالوگ کوانتومی از عمل کلاسیک است. این نظر توسط پل دیراک بیان شد.
Dirac بیشتر به این توجه داشت که مربع عملگر زمان-حرکت دورانی را در S نمایش دهد.
{\displaystyle e^{i\epsilon S}\,}

## تفسیر فاینمن
کار دیراک یک نسخه دقیق برای جمع روی مسیرها فراهم نمی‌کرد،
فاینمن نشان داد که عمل کوانتوم دیراک برای اکثر موارد سودمنداست، یعنی عمل کلاسیکی فاز بدست آمده توسط تحول کوانتومی بین دو نقطه انتهایی ثابت است. او پیشنهاد کرد برای بهبود همه مکانیک کوانتومی فرض کنیم:
1. احتمال برای یک واقعه به وسیلهٔ مربع طول یک عدد مختلط به نام "دامنه احتمال" داده شده‌است.

فاینمن نشان داد که این فرمول از مکانیک کوانتومی معادل با روش کانونیک برای مکانیک ککوانتومی است، زمانی که هامیلتونی با تکانه درجه دو است. دامنه محاسبه شده با توجه به اصول فاینمن، از معادلات شرودینگر برای هامیلتونی متناظر با عملگر داده شده تبعیت می‌کند.
برای یک مجموعه شرایط اولیه و نهایی داده شده ما را قادر می‌سازد که مسیر یکنواخت اتصال آن‌ها را پیدا کنیم، اگر سیستم به نحوی انتهای مسیر را بداند و در حال طی آن مسیر باشد انتگرال مسیر چگونگی این آثار را از لحاظ کوانتومی توضیح می‌دهد. سیستم اطلاعی در مورد اینکه چرا آن مسیر را طی می‌کند ندارد: انتگرال مسیر به سادگی با محاسبه مجموع دامنه‌های احتمال برای هر مسیر ممکن به نقطه پایان را ممکن می‌سازد. بعد از یک مدت زمان کافی اثر تداخل تضمین می‌کند که تنها سهمی از نقاط ثابت از عملگر داده شده با احتمال قابل ملاحظه‌است.

### تعریف قطعه زمانی
برای یک ذره در پتانسیل صاف، انتگرال مسیر تقریباً مسیر زیگ-زاگی دارد، که در یک بعد حاصل انتگرال عادی است. برای حرکت ذرات از موقعیت xa در زمان ta به xb در زمان tb، اختلاف زمان مساوی است با
{\displaystyle \epsilon =\Delta t={\tfrac {t_{b}-t_{a}}{n+1}}\,.}
که می‌تواند زمان به n + 1 قطعه کوچک tj − tj − 1 تقسیم شود که j = 1,... ,n + 1، از زمان ثابت
{\displaystyle \epsilon =\Delta t={\tfrac {t_{b}-t_{a}}{n+1}}\,.}
این روش برش-زمان نامیده می‌شود.
یک تقریب برای انتگرال مسیر ببر اساس این تناسب محاسبه می‌شود
{\displaystyle \int \limits _{x_{a}}^{x_{b}}\,dx_{1}\ldots \int \limits _{x_{a}}^{x_{b}}\,dx_{n}\ \exp \left({\frac {\rm {i}}{\hbar }}\int \limits _{t_{a}}^{t_{b}}{\mathcal {L}}(x(t),v(t),t)\,\mathrm {d} t\right)}
که {\displaystyle {\mathcal {L}}(x,v,t)} لاگرانژی سیستم یک بعدی با متغیر مکانی (x(t و سرعت (v = ẋ(t در نظر گرفته می‌شود و dxj متناظر با موقعیت jام مرحله زمانی است، اگر زمان انتگرال توسط یک جمع روی یک مقدار n تقریب زده شود، در محدوده ∞ → n، لاگرانژ یک انتگرال تابعی می‌شود که جدا از عامل غیرضروری دامنه احتمال مستقیماً از {\displaystyle \langle x_{a},t_{a}|x_{b},t_{b}\rangle } بدست می‌آید، در یک طیف پیوسته با چگالی مربوط به طیف برای پیدا کردن مکانیک کوانتومی ذره در ta در حالت اولیه xa و در tb در حالت پایانی xb استفاده می‌شود.
در واقع {\displaystyle {\mathcal {L}}} لاگرانژ کلاسیکی در سیستم یک بعدی است، بنابراین
{\displaystyle {\mathcal {L}}(x,{\dot {x}},t)=p\cdot {\dot {x}}-{\mathcal {H}}(x,p,t)\,,}
{\displaystyle {\mathcal {H}}} هامیلتونی است،
{\displaystyle p={\frac {\partial {\mathcal {L}}}{\partial {\dot {x}}}}}
{\displaystyle \exp \left({\frac {\rm {i}}{\hbar }}\epsilon \,\,\sum _{j=1}^{n}{\mathcal {L}}\left({\tilde {x}}_{j},{\frac {x_{j}-x_{j-1}}{\epsilon }},j\right)\right)}
برش زمانی فایمن، رأی انتگرال مسیر مکانیک کوانتوم اتم به پتانسیل کولمبی تکینه e۲/r بستگی دارد. تنها بعد از جاگذاری مانt توسط پارامتر شبه زمانی دیگر مسیر وابسته جاگذاری می‌شود.

### ذره آزاد
نمایش انتگرال مسیر دامنه کوانتومی برای رفتن از نقطه x به نقطه y را در طول انتگرال روی همه مسیرها می‌دهد. برای ذره آزاد (m = 1, ħ = ۱):
{\displaystyle S=\int {{\dot {x}}^{2} \over 2}dt\,}
انتگرال می‌تواند به‌طور واضح ارزیابی شود.
برای این کار با شروع راه درست بدون فاکتور i در قسمت نمایی انجام می‌شود به‌طوری‌که تقسیمات بزرگ توسط اعداد کوچک نه توسط توزیع نوسانگری، فشرده می‌شوند.
{\displaystyle K(x-y;T)=\int _{x(0)=x}^{x(T)=y}\exp \left\{-\int _{0}^{T}{{\dot {x}}^{2} \over 2}dt\right\}Dx\,}
شکافتن انتگرال به تکه‌های زمانی:
{\displaystyle K(x,y;T)=\int _{x(0)=x}^{x(T)=y}\Pi _{t}\exp \left\{-{1 \over 2}\left({x(t+\epsilon )-x(t) \over \epsilon }\right)^{2}\epsilon \right\}Dx\,}
Dx بر اساس اتصال محدود از انتگرال‌ها در هر دامنه انتگرال ε تفسیر می‌شود.
{\displaystyle K(x-y;T)=G_{\epsilon }*G_{\epsilon }...*G_{\epsilon }\,}
{\displaystyle {\tilde {K}}(p;T)={\tilde {G}}_{\epsilon }(p)^{T/\epsilon }\,}
تبدیل فوریه تابع گاوسی به این شرح است:
{\displaystyle {\tilde {G}}_{\epsilon }(p)=e^{-\epsilon {p^{2}/2}}\,}
تبدیل فوریه تابع گاوسی به این شرح است:
{\displaystyle {\tilde {G}}_{\epsilon }(p)=e^{-\epsilon {p^{2}/2}}\,}

### انتشارگرها
انتگرال مسیر روی متغیرهای معمول با شرایط مرزی ثابت، دامنه احتمال برای یک ذره که از نقطه x به y می‌رود را، می‌دهد.
اگر ویژه حالت پایه و H را داشته باشیم می‌توانیم حالت پایه در هر زمانی را بدست آوریم.
{\displaystyle |\alpha ;t\rangle =e^{-{\rm {i}}H(t)/\hbar }|\alpha ;t\rangle }
از این رابطه ییداست که انتشارگر مستقل از تابع موج اولیه است و تنها با راشتن ویژه مقادیر انرژی و ویژه توابع آن، می‌توان آن را بدست آورد. و تنها به پتانسیل بستگی دارد بنابراین هامیلتونی مئجود این انتشارگر دارای یک خصوصیت است، در زمان‌های بزرگتر از t_0 در معادله شرودینگر وابسته به زمان با متغیرهای "x و t صدق می‌کند، (وقتی که 'x و t_0 را ثابت در نظر بگیریم)
به همین دلیل انتشارگر را می‌توان به عنوان تابعی از "x در زمان t در نظر گرفت که در زمان قبلی t_0 در 'x به‌طور کامل جایگزیده بوده‌است.
زمانی می‌توان گفت که انتشارگر تابعی از "x و t است که ذره در زمان t_0 در مکان 'x جایگزیده باشد.
اگر عملگر تحول زمانی را روی حالت اولیه تأثیر دهیم، می‌توانیم حالت در زمان‌های بعدی را بدست آوریم.
اگر ذره در ناحیه محدودی از فضا جایگزیده باشد، در این صورت می‌توان تابع موج اولیه ذره را به انتشارگر ضرب، و روی کل فضا انتگرال گیری کرد. مشابه این عمل را در الکتروستاتیک انجام می‌دهیم، به این صورت که ابتدا برای مثال پتانسیل بار نقطه‌ای را بدست آورده و روی کل فضای توزیع بار بسته به شکل مسئله انتگرال‌گیری می‌کنیم و سهم همه نقاط را در نظر می‌گیریم.
در تصویر شرودینگر، تابع موج از ضرب داخلی ویژه حالت مکان، یعنی 'x (که نسبت به زمان ثابت بود) در ویژه حالت سیستم(نسبت به زمان متغیر است)، ولی در تصویر هایزنبرگ؛تابع موج از ضرب داخلی 'x(که نسبت به زمان متغیر است)در ویژه حالت {\displaystyle |\alpha ;t\rangle } (مه نسبت به زمان ثابت است)بدست می‌آید.
با استفاده از تصویر شرودینگر توانستیم تابع موج سیستم را بدست آوریم، و از طریق تصویر هایزنبرگ با توجه به تغییر مکان نسبت به زمان، می‌توان ویژه حالت‌های مکان را بدست آورد، که هر دو یک انتشارگر را بدست می‌دهند، به عبارتی از این دو طریق می‌توان انتشارگر را بدست آورد.
فرض کنیم یک موج می‌خواهد مسیر بین دو نقطه را طی کند، سیستم مکان اولیه و پایانی را می‌شناسدولی نمی‌داند که کدام مسیر را طی خواهد کرد، چرا که بی‌نهایت مسیر وجود دارد. فرض کنیم که این سیستم از یک نقطه رد شود و به نقطه پایانی برسد ولی بی‌نهایت نقطه در این مسیر وجود دارد، پس ما باید سهم همه نفاط را در نظر بگیریم. جمع روی همه احتمال‌های اینکه نقطه در کدام مکان است، میبندیم و از آن نسبت به نقطه 'x که نقطه میانی است، انتگرال می‌گیریم.
برای هر قطعه زمانی یک دامنه‌گذار تعریف می‌شود، به این مفهوم که احتمال اینکه در قطعه زمانی {\displaystyle (t_{(}n-1),t_{n})} مسیر {\displaystyle t_{n}} ,{\displaystyle x_{n}} و {\displaystyle t_{(}n-1)} , {\displaystyle x_{(}n-1)} طی می‌شود.
نقطه {\displaystyle x_{1}} و {\displaystyle x_{n}} مکان مشخص شده‌ای هستند. چندین مسیر مختلف بین این دو نقطه در زمان‌های مختلف در نظر گرفت، حتی برای رفتن از نقطه {\displaystyle x_{1}} به {\displaystyle x_{2}} نیز بی‌نهایت مسیر وجود دارد، دامنه‌گذار به همین دلیل تعریف شده‌است. یعنی باید احتمال اینکه هر کدام از مسیرها مد نظر ما باشد را در نظر بگیریم. در نهایت برای رسیدن از {\displaystyle x_{1}} به {\displaystyle x_{n}} روی همه این دامنه گذارها جمع می‌بندیم تا سهم تمام نقاط موجود در مسیر در نظر گرفته شوند.

### فرمول بندی فاینمن
تفاوت بین کلاسیک و کوانتوم در این است که در کلاسیک فقط یک مسیر معرف حرکت ذره است در حالیکه در کوانتوم تمام مسیرها برای ذره در نظر گرفته می‌شود، حتی مسیرهایی که به مسیر کلاسیک شباهت دارد ولی اکر ثابت پلانک را به صفر میل دهیم، باید به مسیر کلاسیکی برسیم.
در فرمول بندی فاینمن کنش کلاسیک نقش بسیار مهمی دارد که به این شکل است:
{\displaystyle S=\int dt\left[{\frac {m}{2}}g_{ij}{\dot {x}}^{i}{\dot {x}}^{j}-V(x)\right]}،
از آنجایی که لاگرانژی کلاسیکی تابعی از سرعت و مکان است، کنش هنگامی تعریف می‌شود که مسیر معینی که باید انتگرال در امتداد آن بگیریم، مشخص شده باشد.
فاینمن فرض کرد که اگر یک مسیر معین داشته باشیم، با توجه به عبارت دیراک
انتگرال مسیر به این شکل در میاید:
{\displaystyle \langle x_{n};t_{n}|x_{1};t_{1}\rangle =\int _{x_{1}}^{x_{n}}D[x(t)]e^{i\int _{t_{1}}^{t_{n}}dtL(x,v)/hbar}}